# Operação Cobra
Operação Cobra foi o codinome para uma ofensiva lançada pelo Primeiro Exército dos Estados Unidos sob o comando do tenente-general Omar Bradley, sete semanas após os desembarques da Normandia, durante a Operação Overlord da Segunda Guerra Mundial. A intenção era aproveitar a distração dos alemães feita pelos ingleses e canadenses pela Operação Goodwood em Caen, e assim romper as defesas alemãs que estavam dispersadas.

## Contexto
Após o sucesso da invasão aliada da Normandia em 6 de junho de 1944, o avanço terrestre começou a diminuir de intensidade. Para facilitar a invasão dos Aliados na França e garantir espaço para uma maior expansão, o porto de Cherbourg e a cidade histórica de Caen foram os primeiros objetivos. O plano original para a campanha da Normandia previa fortes esforços ofensivos em ambos os setores, em que o Segundo Exército protegeria Caen e o Primeiro Exército avançaria para o vale do rio Loire.
O general Bernard Montgomery - comandante de todas as forças terrestres aliadas na Normandia - pretendia que Caen fosse tomada no Dia D, enquanto Cherbourg deveria cair 15 dias depois. O Segundo Exército deveria tomar Caen e depois formar uma frente a sudeste, estendendo-se até Caumont-l'Éventé, para tomar aeródromos e proteger o flanco esquerdo do Primeiro Exército enquanto ele se movia rumo a Cherbourg.

## Planejamento
O idealizador da Operação Cobra é contestado. De acordo com o biógrafo oficial de Montgomery, a fundação da Operação Cobra aconteceu em 13 de junho. O planejamento foi imensamente auxiliado por informações detalhadas do Ultra, que forneceram decodificações atualizadas das comunicações entre o Oberkommando der Wehrmacht (OKW, o alto comando das forças armadas alemãs) e os generais de Hitler. O plano de Montgomery na época previa que o Primeiro Exército tomasse Saint-Lô e Coutances e então fizesse duas investidas para o sul; uma de Caumont em direção a Vire e Mortain e outra de Saint-Lô em direção a Villedieu e Avranches. Embora a pressão fosse mantida ao longo da Península do Cotentin em direção a La Haye-du-Puits e Valognes, a captura de Cherbourg não era a prioridade. Com a captura de Cherbourg em 27 de junho, o cronograma inicial de Montgomery foi superado pelos eventos e a investida de Caumont nunca foi adotada.

### Operações de suporte

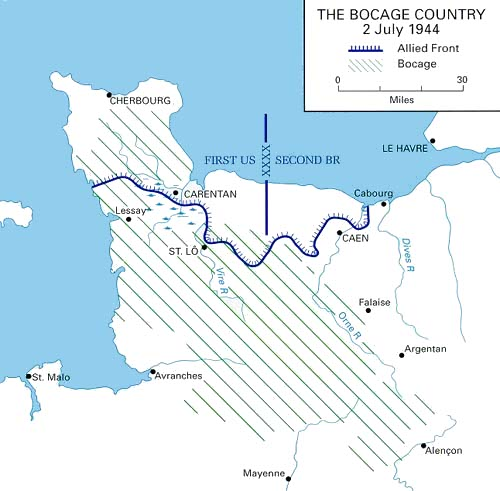
Visão geral das localizações relativas das próximas operações anglo-canadenses Goodwood e Atlantic em Caen, atraindo tropas e munições alemãs e a área da próxima Operação Cobra em Saint-Lô

Em 18 de julho, os I e VIII Corpos britânicos - a leste de Caen - lançaram a Operação Goodwood. A ofensiva começou com o maior bombardeio aéreo em apoio às forças terrestres até então, com mais de 1 mil aeronaves lançando 5.400 toneladas de bombas explosivas e de fragmentação a baixa altitude. As posições alemãs a leste de Caen foram bombardeadas por 400 peças de artilharia e muitas aldeias foram reduzidas a escombros, mas a artilharia alemã mais ao sul, em Bourguébus, estava fora do alcance da artilharia britânica e os defensores de Cagny e Émiéville foram em grande parte poupados pelo bombardeio. Isso contribuiu para as perdas sofridas pelo Segundo Exército, que sofreu mais de 4.800 baixas. Uma ofensiva blindada, composta de 250 a 400 tanques britânicos foi colocada fora de ação, embora estudos recentes sugiram que apenas 140 foram completamente destruídos, com mais 174 danificados. A operação permanece como a maior batalha de tanques já travada pelo Exército Britânico e resultou na expansão da cabeça de ponte do Orne e na captura de Caen na margem sul do rio.
Simultaneamente, o II Corpo Canadense na ala ocidental da Goodwood iniciou a Operação Atlantic para fortalecer a posição dos Aliados ao longo das margens do rio Orne e tomar a Colina de Verrières, ao sul de Caen. A Atlantic teve ganhos iniciais, mas perdeu força à medida que as baixas aumentavam. Tendo custado aos canadenses 1.349 homens e com a colina fortemente defendida nas mãos dos alemães, a Operação Atlantic foi encerrada em 20 de julho. Sob instigação de Montgomery, "fortemente destacado nas comunicações do Comandante Supremo", o comandante do II Corpo Canadense, tenente-general Guy Simonds, iniciou uma segunda ofensiva alguns dias depois, nomeada Operação Spring. Essa tinha o objetivo limitado, mas importante, de enrolar unidades alemãs para impedir que fossem transferidas para o setor dos EUA, embora Simonds tenha aproveitado a oportunidade para fazer outra tentativa de tomar a Colina de Verrières. Novamente, a luta pela Colina de Verrières foi extremamente sangrenta para os canadenses, com 25 de julho marcando o dia mais caro para um batalhão canadense - o Black Watch (Regimento Real de Highland) do Canadá - desde o ataque a Dieppe em 1942. Um contra-ataque de duas divisões alemãs empurrou os canadenses de volta para além de suas linhas de partida e Simonds teve que solicitar reforços para estabilizar a frente. Com Goodwood, as operações canadenses fizeram com que os alemães comprometessem a maior parte de seus blindados e reforços no setor leste. A Operação Spring, apesar de seu custo, havia desviado a 9.ª Divisão Panzer SS do setor dos EUA na véspera da Operação Cobra. Agora, apenas duas divisões Panzer com 190 tanques enfrentavam o Primeiro Exército dos EUA. Sete divisões Panzer com 750 tanques estavam em torno de Caen, longe da Operação Cobra, assim como todos os pesados batalhões de tanques Tiger e as três brigadas de Nebelwerfer na Normandia.

### Logística
Cada divisão consumia 750 toneladas de suprimentos diariamente.

## Ofensiva aliada

### Ataques preliminares

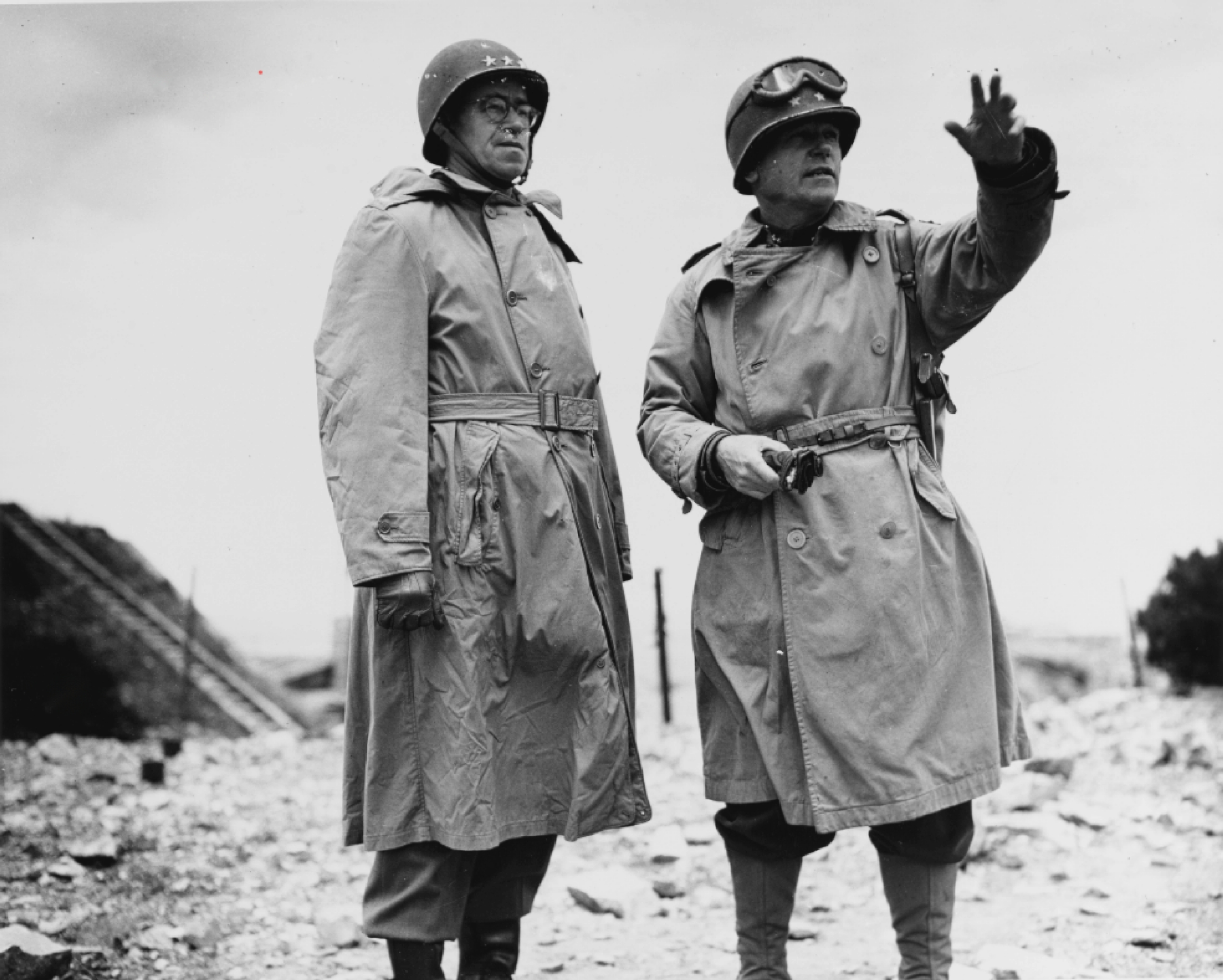
Bradley e Collins nos arredores de Cherbourg

Para obter um bom terreno para a Operação Cobra, Bradley e Collins conceberam um plano para avançar até a estrada Saint-Lô-Periers, ao longo da qual os VII e VIII Corpos estavam garantindo posições de partida. Em 18 de julho, a um custo de 5 mil baixas, as 29.ª e 35.ª Divisões de Infantaria dos EUA conseguiram ganhar posições vitais de Saint-Lô, expulsando o 2.º Corpo de Paraquedistas do General der Fallschirmtruppen Eugen Meindl. Os paraquedistas de Meindl, juntamente com a 352.ª Divisão de Infantaria (que estava em ação desde sua defesa do Dia D na Praia de Omaha) agora estavam em ruínas, e o palco para o principal ataque estava pronto. Devido às más condições climáticas que também estavam prejudicando as operações Goodwood e Atlantic, Bradley decidiu adiar a Cobra por alguns dias - uma decisão que preocupou Montgomery, já que as operações britânicas e canadenses foram lançadas para apoiar uma tentativa de fuga que estava falhando em se materializar. Em 24 de julho, o céu havia se aberto o suficiente para a ordem de início ser dada, e 1.600 aeronaves aliadas decolaram rumo a Normandia. No entanto, o tempo fechou novamente sobre o campo de batalha. Sob condições de visibilidade precárias, mais de 25 americanos foram mortos e 130 feridos no bombardeio antes que a operação de apoio aéreo fosse adiada até o dia seguinte. Alguns soldados enfurecidos abriram fogo contra suas próprias aeronaves, uma prática não incomum naquela época.

### 25–27 de julho: início
Após o adiamento de um dia, a Operação Cobra foi iniciada às 09h38min de 25 de julho, quando cerca de 600 caças-bombardeiros aliados atacaram pontos fortes e artilharia inimiga ao longo de uma faixa de 270 metros de largura localizada na área de Saint-Lô. Durante a próxima hora, 1.800 bombardeiros pesados da Oitava Força Aérea dos EUA saturaram uma área de 5.500 m x 2.200 m na estrada Saint-Lô-Periers, seguidos por uma terceira e última onda de bombardeiros médios. Aproximadamente 3.000 aeronaves dos EUA haviam bombardeado uma seção estreita da frente, com a Panzer-Lehr-Division sofrendo o peso do ataque. No entanto, mais uma vez nem todas as vítimas eram alemãs; Bradley havia solicitado especificamente que os bombardeiros se aproximassem do alvo pelo leste, fora do sol e paralelo à estrada Saint-Lô-Periers, a fim de minimizar o risco de perdas amigáveis, mas a maioria dos aviadores, em vez disso, entrou pelo norte, perpendicular à linha de frente. Bradley, no entanto, aparentemente havia entendido mal as explicações dos comandantes dos bombardeiros pesados de que uma abordagem paralela era impossível por causa das restrições de tempo e espaço que ele mesmo havia imposto. Além disso, uma abordagem paralela não teria, em qualquer caso, garantido que todas as bombas caíssem atrás das linhas alemãs devido a erros de deflexão ou pontos de mira obscurecidos devido a poeira e fumaça. Apesar dos esforços das unidades dos EUA para identificar suas posições, o bombardeio impreciso da Oitava Força Aérea matou 111 homens e feriu 490. Entre os mortos, estava o amigo de Bradley e também ex-colega de West Point, o tenente-general Lesley McNair - o soldado americano de maior patente a ser morto em ação no Teatro Europeu de Operações.

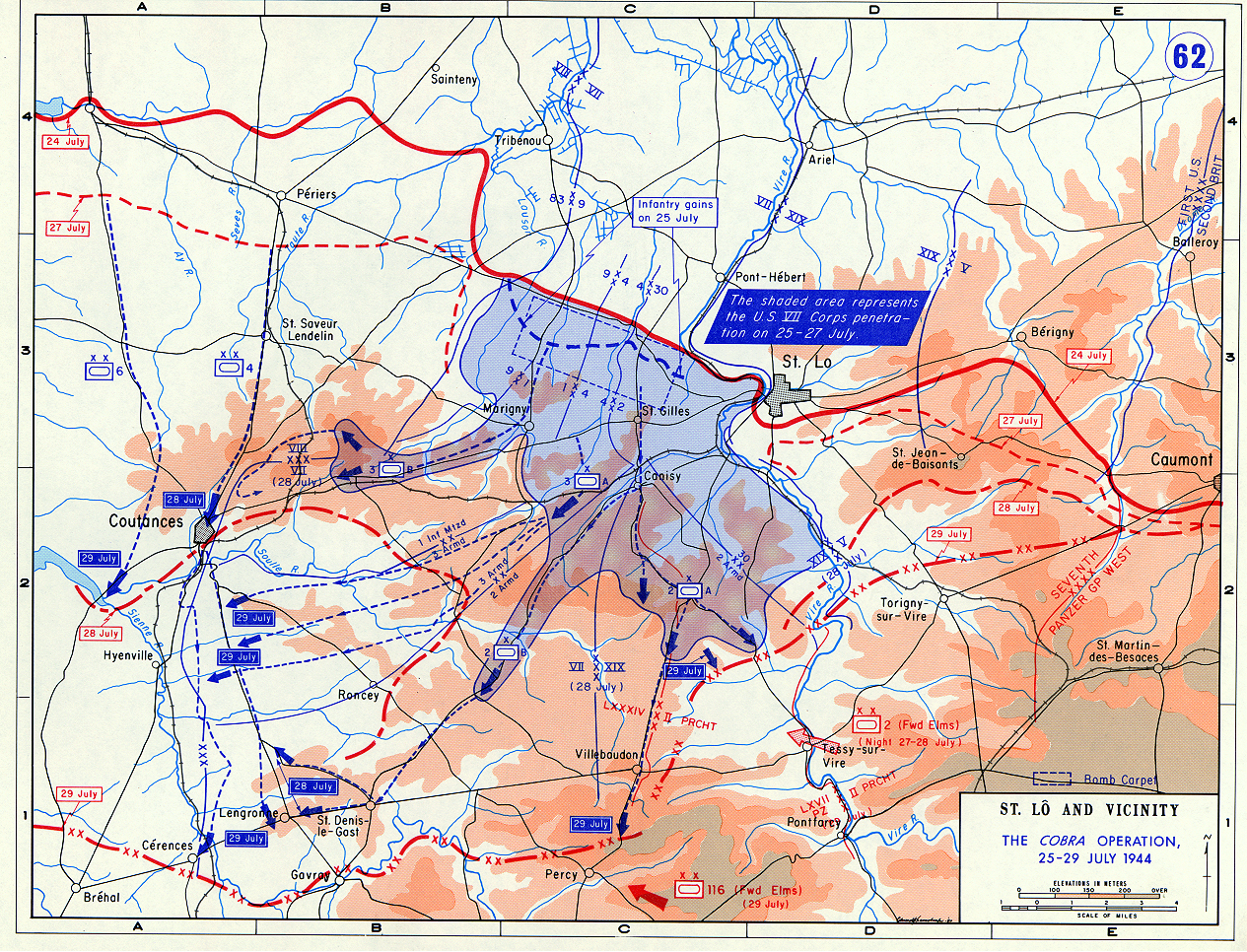
Mapa da operação nos dias 25–29 de julho

Às 11 horas da manhã, a infantaria começou a avançar, avançando de cratera em cratera além do que havia sido outrora a linha de posto avançado alemão. Embora não se esperasse uma oposição séria, os remanescentes da Panzer Lehr de Fritz Bayerlein - composta por cerca de 2.200 homens e 45 veículos blindados - haviam se reagrupado e estavam preparados para enfrentar as tropas americanas em avanço. E a oeste da Panzer Lehr, a 5.ª Divisão Paraquedista alemã havia escapado do bombardeio quase intacta. O VII Corpo de Collins ficou bastante desanimado ao encontrar um forte fogo de artilharia inimiga, que eles esperavam ter sido suprimido pelo bombardeio. Várias unidades dos EUA se encontraram envolvidas em lutas contra fortificações mantidas por um punhado de tanques alemães, infantaria de apoio e canhões de 88 mm - o VII Corpo ganhou apenas 2 mil metros durante o resto do dia. No entanto, se os resultados do primeiro dia foram decepcionantes, o General Collins encontrou motivos para encorajamento; embora os alemães estivessem segurando suas posições com ferocidade, estas não pareciam formar uma linha contínua e eram susceptíveis de serem flanqueadas ou contornadas. Mesmo com aviso prévio do ataque americano, as ações britânicas e canadenses em torno de Caen haviam convencido os alemães de que a verdadeira ameaça estava lá, e enrolaram suas forças disponíveis a tal ponto que uma sucessão de posições defensivas meticulosamente preparadas em profundidade, como encontradas durante a Goodwood e a Atlantic, não foram criadas para enfrentar a Cobra.
Na manhã de 26 de julho, a 2.ª Divisão Blindada e a 1.ª Divisão de Infantaria dos Estados Unidos se juntaram ao ataque conforme planejado, alcançando um dos primeiros objetivos da Cobra - um entroncamento ao norte de Le Mesnil-Herman - no dia seguinte. Também em 26 de julho, o VIII Corpo entrou na batalha, liderado pela 8.ª Divisão de Infantaria dos EUA e pela 90.ª Divisão de Infantaria dos EUA. Apesar dos caminhos claros de avanço através das inundações e pântanos em sua frente, ambas as divisões inicialmente decepcionaram o Primeiro Exército ao não conseguir ganhar terreno significativo, deixando apenas imensos campos minados para atrasar o VIII Corpo. Ao meio-dia de 27 de julho, a 9.ª Divisão de Infantaria dos EUA também estava livre de qualquer resistência alemã organizada e avançava rapidamente.

### 28–30 de julho: quebra da linha defensiva
Em 28 de julho, as defesas alemãs em toda a frente haviam em grande parte desmoronado sob o peso total do avanço dos VII e VIII Corpos, e a resistência estava desorganizada e irregular. A 4.ª Divisão Blindada (VIII Corpo), entrando em combate pela primeira vez, capturou Coutances, mas encontrou forte oposição a leste da cidade, e unidades americanas que penetraram profundamente nas posições alemãs foram contra-atacadas por elementos da 2.ª Divisão SS Panzer, 17.ª Divisão Panzergrenadier SS e 353.ª Divisão de Infantaria, que buscavam escapar do cerco. Perto de Roncey, os P-47 Thunderbolts do 405.º Grupo de Caça destruíram uma coluna alemã com 122 tanques, 259 outros veículos e 11 peças de artilharia. Um ataque de Typhoons britânicos perto de La Baleine destruiu 9 tanques, 8 veículos blindados e 20 outros veículos. Um contra-ataque foi lançado contra a 2.ª Divisão Blindada dos EUA por remanescentes alemães, mas foi um desastre e os alemães abandonaram seus veículos e fugiram a pé. Duas colunas da 2.ª Divisão SS Panzer foram massacradas pela 2.ª Divisão Blindada dos EUA. Uma coluna ao redor de La Chapelle foi bombardeada a queima-roupa pela artilharia da 2.ª Divisão Blindada. Em duas horas, a artilharia americana disparou mais de 700 tiros contra a coluna. Os alemães sofreram a perda de 50 mortos, 60 feridos e 197 capturados. As perdas materiais foram mais de 260 veículos de combate alemães destruídos. Além da cidade, outros 1.150 soldados alemães foram mortos e os alemães perderam 96 veículos de combate blindados e caminhões.

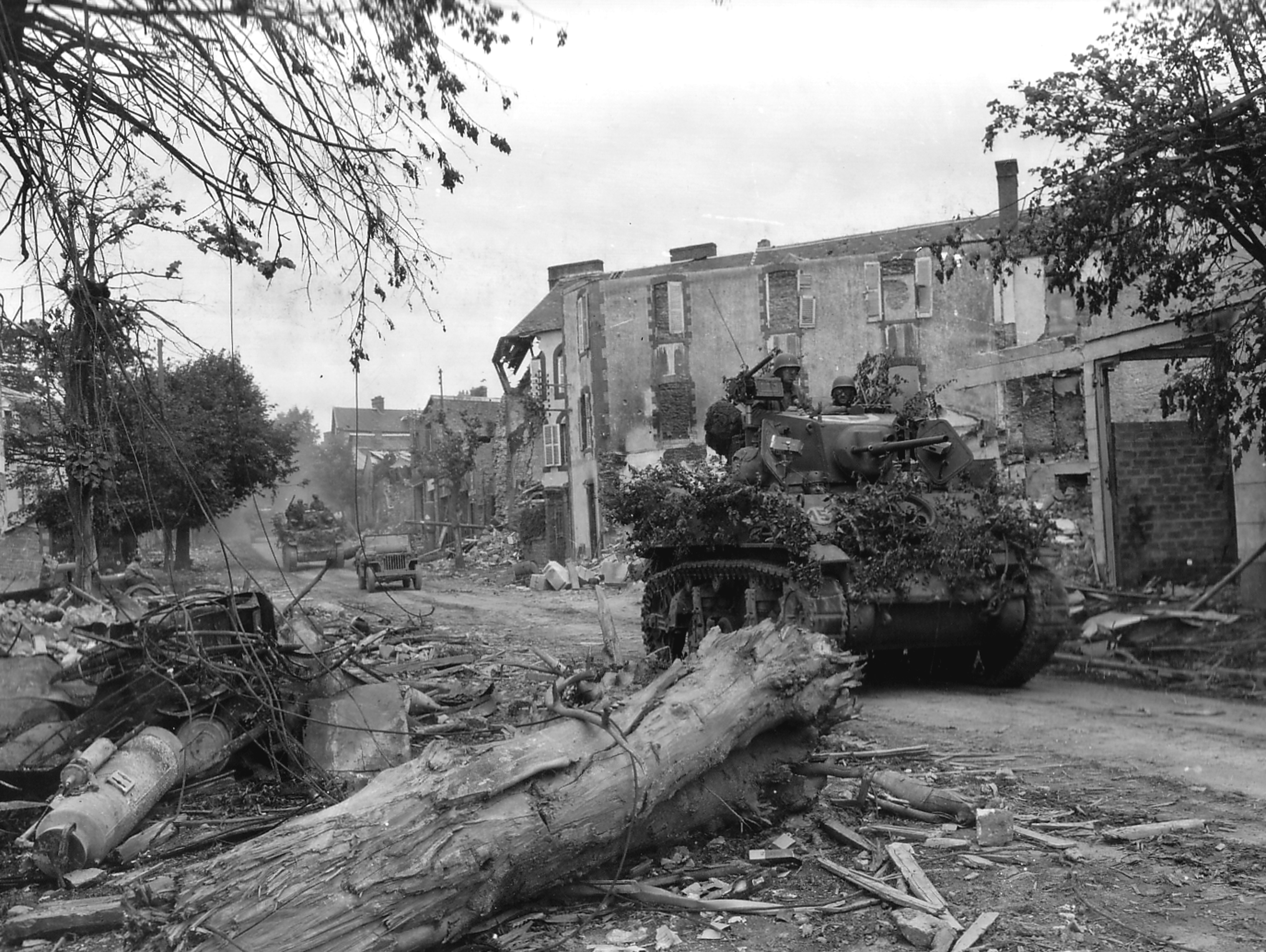
Um M5A1 Stuart da 4.ª Divisão Blindada sob ruínas de Countances

A 2.ª Divisão Blindada dos Estados Unidos destruiu 64 tanques alemães e 538 outros veículos de combate alemães durante a Operação Cobra, e sofreu 49 perdas de tanques no processo. A 2.ª Divisão também infligiu mais de 7.370 baixas nos alemães, enquanto sofreu 914 baixas. No início da Operação, a Panzer-Lehr-Division alemã tinha apenas 2.200 soldados de combate, 12 Panzer IV e 16 Panthers aptos para ação, e 30 tanques em vários estados de reparo atrás das linhas. A Panzer Lehr estava no caminho do bombardeio Aliado que consistiu em 1.500 aeronaves. A divisão sofreu cerca de 1.000 baixas durante este bombardeio. Bayerlein, exausto e desmoralizado, relatou que sua Panzer-Lehr-Division foi "finalmente aniquilada", com sua blindagem destruída, seu pessoal morto ou desaparecido e todos os registros da sede perdidos.
O marechal-de-campo Günther von Kluge, Oberbefehlshaber West (comandante das forças alemãs na frente ocidental), estava reunindo reforços, e elementos da 2.ª Divisão Panzer e da 116.ª Divisão Panzer estavam se aproximando do campo de batalha. O XIX Corpo do Exército dos EUA entrou na batalha em 28 de julho à esquerda do VII Corpo e, entre 28 e 31 de julho, se envolveu com esses reforços nos combates mais intensos desde o início da Operação. Durante a noite de 29–30 de julho, perto de Saint-Denis-le-Gast, a leste de Coutances, elementos da 2.ª Divisão Blindada se viram lutando pela vida contra uma coluna alemã da 2.ª Divisão Panzer SS e da 17.ª Divisão Panzergrenadier SS, que passaram pelas linhas americanas na escuridão. Outros elementos da 2.ª Divisão Blindada foram atacados perto de Cambry e lutaram por seis horas; Bradley e seus comandantes sabiam que dominavam o campo de batalha e que esses assaltos desesperados não representavam uma ameaça à posição dos EUA. Quando ordenado a concentrar sua divisão, o coronel Heinz Guderian, o oficial sênior da 116.ª Divisão Panzer, ficou frustrado com o alto nível de atividade de caças-bombardeiros aliados. Sem receber o apoio direto da 2.ª Divisão Panzer prometido, Guderian afirmou que seus panzergrenadiers não poderiam ter sucesso em um contra-ataque contra os americanos. Avançando para o sul ao longo da costa, mais tarde naquele dia, o VIII Corpo do Exército dos EUA conquistou a cidade de Avranches - descrita pelo historiador Andrew Williams como "a porta de entrada para a Bretanha e o sul da Normandia" - e, até 31 de julho, o XIX Corpo do Exército tinha repelido os últimos contra-ataques alemães após intensos combates, infligindo pesadas perdas em homens e tanques. O avanço americano agora era implacável, e o Primeiro Exército finalmente estava livre do bocage.

### 30 de julho–7 de agosto: Operação Bluecoat

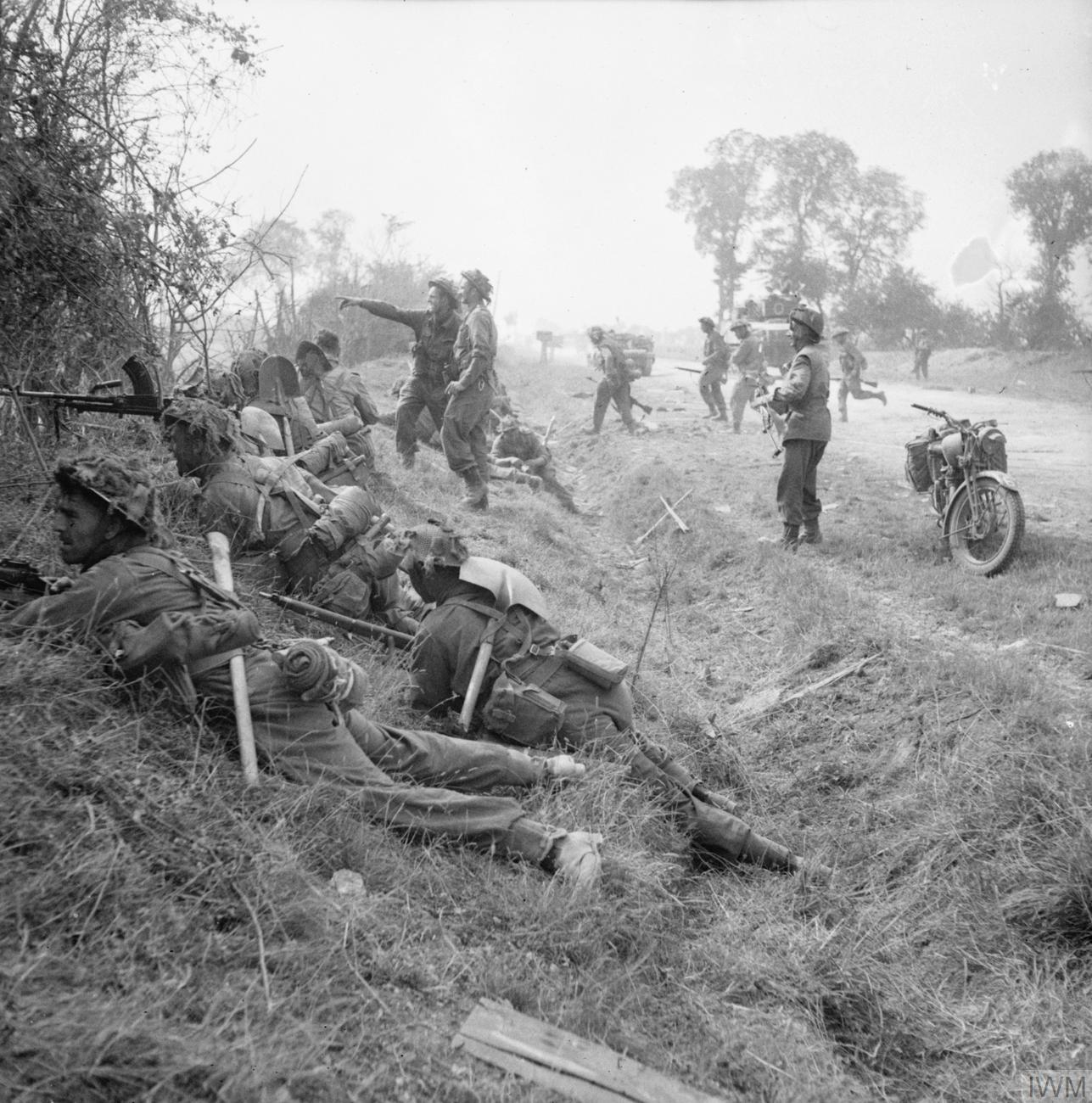
Homens do 1.º Batalhão, Guardas Galeses, parte da 32.ª Brigada de Guardas da Divisão Blindada de Guardas, em ação perto de Cagny, 19 de julho de 1944

Em 30 de julho, para proteger o flanco da Operação e evitar o desengajamento e a realocação de mais forças alemãs, o VIII Corpo e o XXX Corpo do Segundo Exército iniciaram a Operação Bluecoat, em direção ao sul de Caumont em direção a Vire e Montpinchon. A Bluecoat manteve as unidades blindadas alemãs fixas na frente leste britânica e continuou a enfraquecer as formações blindadas alemãs na área. A ruptura no centro da frente aliada surpreendeu os alemães, que estavam distraídos pelos ataques aliados em ambas as extremidades da cabeça de ponte da Normandia. No momento do avanço dos EUA em Avranches, pouco ou nenhuma força de reserva restava para a Unternehmen Lüttich, que foi derrotada em 12 de agosto, deixando o 7.º Exército sem escolha senão se retirar rapidamente a leste do rio Orne, com uma retaguarda das unidades blindadas e motorizadas restantes, para permitir tempo para a infantaria sobrevivente alcançar o Sena. Após a primeira etapa da retirada além do Orne, a manobra desmoronou por falta de combustível, ataques aéreos aliados e a pressão constante dos exércitos aliados, culminando no cerco das forças alemãs na bolsa de Falaise.

## Consequências
Em 1.º de agosto, o Terceiro Exército foi efetivado sob o comando do tenente-general George S. Patton. O tenente-general Courtney Hodges assumiu o comando do Primeiro Exército e Bradley foi promovido ao comando de ambos os exércitos, nomeados como 12.º Grupo de Exércitos. Patton escreveu um poema contendo as seguintes palavras:
Vamos lutar de verdade, penetrando e arranhando, mordendo.
Vamos aproveitar agora que temos a bola.
Vamos esquecer essas bases firmes e finas em espaços vazios e monótonos,

Vamos arriscar tudo e vencer! Sim, vencer tudo!

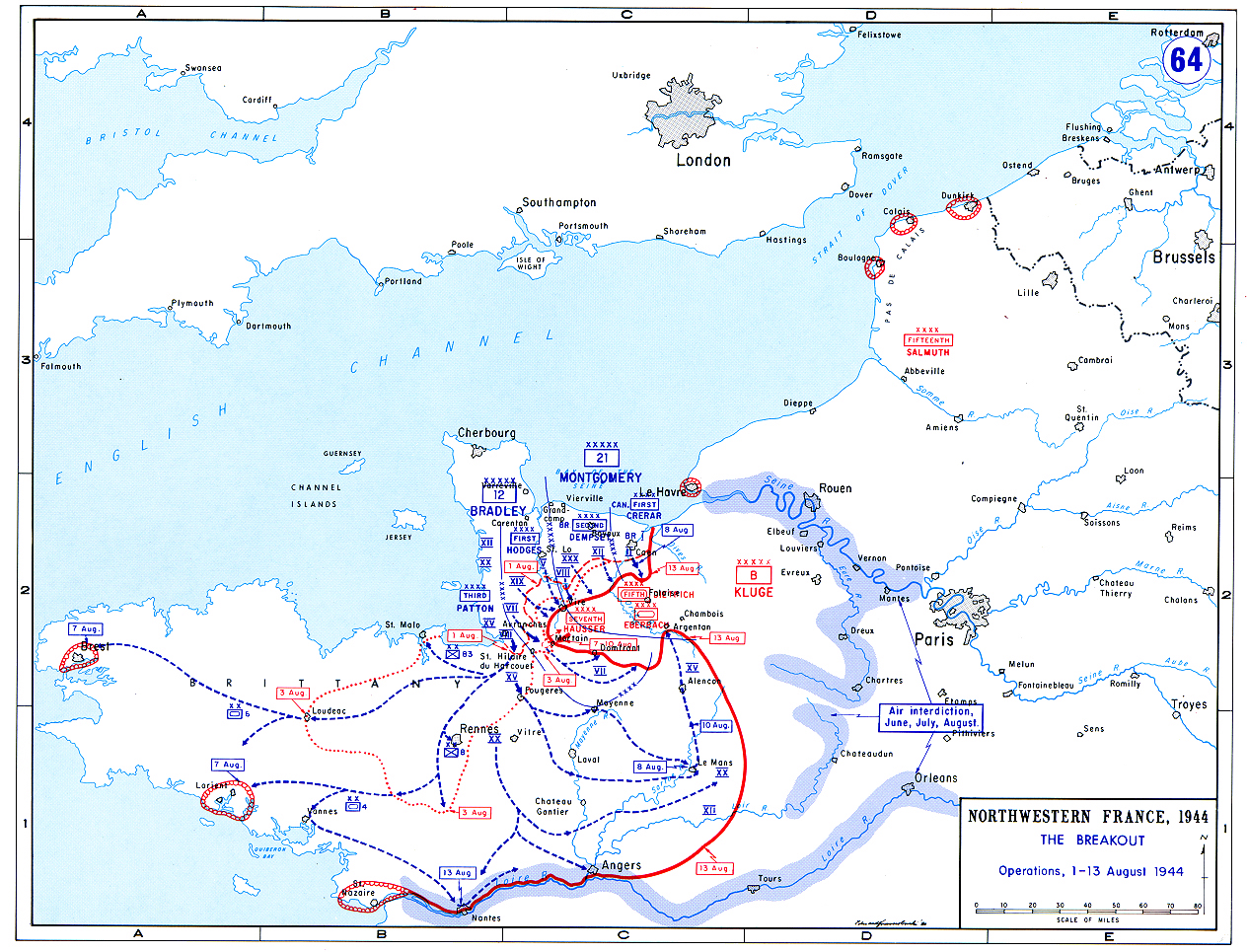
Mapa mostrando a evolução da linha de frente durante a Operação

O avanço estadunidense na operação foi extraordinariamente rápido. Entre os dias 1 e 4 de agosto, sete divisões do Terceiro Exército varreram Avranches e a ponte de Pontaubault para a Bretanha. O Westheer (exército alemão no oeste) foi reduzido a um estado tão ínfimo pelas ofensivas aliadas que, sem perspectiva de reforço após a Operação Bagration e a ofensiva soviética contra o Grupo de Exércitos Centro, muito poucos alemães acreditavam que poderiam agora evitar a derrota. Em vez de ordenar que suas forças restantes se retirassem para o outro lado do Sena, Adolf Hitler enviou uma diretiva a von Kluge exigindo "um contra-ataque imediato entre Mortain e Avranches" para "aniquilar" o inimigo e reconectar a costa oeste da península do Cotentin. Oito das nove divisões Panzer na Normandia seriam usadas no contra-ataque, mas apenas quatro (uma delas incompleta) poderiam ser dispensadas de suas tarefas defensivas e montadas a tempo. Os comandantes alemães imediatamente protestaram que tal operação era impossível devido aos seus recursos esgotados, mas essas objeções foram rejeitadas e a contraofensiva começou em 7 de agosto, em torno de Mortain. As 1.ª SS e 2.ª Divisões SS Panzer lideraram o ataque, embora com apenas 75 Panzer IV, 70 Panthers e 32 canhões autopropulsados. Inesperadamente otimista, a ofensiva terminou em 24 horas, embora os combates continuassem até 13 de agosto.

Em 8 de agosto, a cidade de Le Mans - o antigo quartel-general do 7.º Exército alemão - caiu nas mãos dos americanos. Com as poucas formações remanescentes de von Kluge em batalha destruídas pelo Primeiro Exército, os comandantes aliados perceberam que toda a posição alemã na Normandia estava entrando em colapso. Bradley declarou:
Esta é uma oportunidade que surge para um comandante não mais do que uma vez em um século. Estamos prestes a destruir todo um exército inimigo e ir daqui até a fronteira alemã.
Em 14 de agosto, em conjunto com os movimentos dos EUA em direção ao norte para Chambois, as forças canadenses lançaram a Operação Tractable; a intenção aliada era cercar e destruir o 7.º Exército alemão e o 5.º Exército Panzer perto da cidade de Falaise. Cinco dias depois, os dois braços do cerco estavam quase completos; o avanço da 90.ª Divisão de Infantaria dos EUA fez contato com a 1.ª Divisão Blindada polonesa e as primeiras unidades aliadas cruzaram o Sena em Mantes Gassicourt, enquanto as unidades alemãs fugiam para o leste por qualquer meio que pudessem encontrar. Em 22 de agosto, a bolsa de Falaise - que os alemães lutavam desesperadamente para manter aberta para permitir que suas forças presas escapassem - foi finalmente selada, encerrando a Batalha da Normandia com uma grande vitória dos Aliados. Todas as forças alemãs a oeste das linhas aliadas estavam agora mortas ou em cativeiro e, embora talvez 100 mil soldados alemães tenham escapado, eles deixaram para trás 40-50 mil prisioneiros e mais de 10 mil mortos. Um total de 344 tanques e canhões autopropulsados, 2.447 veículos leves e 252 peças de artilharia foram encontrados abandonados ou destruídos no setor norte do bolsão. Os Aliados foram capazes de avançar livremente através do território indefeso e em 25 de agosto todos os quatro exércitos aliados (primeiro canadense, segundo britânico, primeiro americano e terceiro americano) envolvidos na campanha da Normandia estavam no rio Sena.

## Citações
1. ↑  Williams, p. 204
2. ↑  Bercuson, p. 232
3. 1 2 3 4 5 6  Pugsley, p. 47
4. ↑  Zaloga, p. 30
5. 1 2  Hastings, p. 236
6. 1 2  Jackson, p. 113
7. ↑  Green, p. 62
8. ↑  Pugsley, p. 53
9. ↑  Stephen Napier, Armoured Campaign
10. ↑  «Operação Cobra». 24 de fevereiro de 2016
11. 1 2  Hastings, p. 313
12. ↑  Trew, p. 64
13. ↑  Van der Vat, p. 110
14. ↑  Bradley, p. 261
15. ↑  Williams, p. 24
16. ↑  Williams, p. 38
17. ↑  Ellis, p. 78
18. ↑  Hastings, p. 249
19. ↑  Williams, p. 126
20. ↑  Lewin, p. 336
21. ↑  Hastings, p. 249
22. ↑  Greiss, p. 312
23. ↑  Esposito, pp. 78–80.
24. ↑  Williams, p. 161
25. ↑  Williams, p. 165
26. ↑  Williams, p. 167
27. ↑  Wilmot, p. 362
28. ↑  Reynolds, p. 186
29. ↑  Buckley, p. 36
30. ↑  Trew, pp. 97–98
31. ↑  Williams, p. 131
32. ↑  Copp, Approach to Verrières Ridge
33. ↑  Hastings, p. 236
34. ↑  Zuehlke, p. 166
35. 1 2  Stacey, pp. 195–196
36. ↑  Bercuson, p. 225
37. ↑  Copp, Approach to Verrières Ridge
38. ↑  Hastings, p. 236
39. ↑  Hastings, p. 256
40. ↑  Hastings, p. 236
41. ↑  Jackson, p. 113
42. ↑  Hastings, p. 236
43. ↑  Wilmot, p. 389
44. ↑  Clymer, Samuel (agosto de 2011). «Operation Pluto: The Red Ball Express» (PDF). The Intercom. 34 (8). 8 páginas. Arquivado do original (PDF) em 26 de dezembro de 2011
45. 1 2 3  Hastings, p. 249
46. 1 2 3  Hastings, p. 253
47. ↑  Williams, p. 174
48. ↑  Williams, p. 180
49. ↑  Hastings, p. 254
50. ↑  Williams, p. 181
51. ↑  Hastings, p. 254
52. ↑  Sullivan, p. 107
53. ↑  Williams, p. 182
54. ↑  Williams, p. 182
55. ↑  Williams, p. 182
56. ↑  Williams, p. 183
57. ↑  Hastings, p. 256
58. ↑  Williams, p. 183
59. ↑  Hastings, p. 255
60. ↑  Hastings, p. 255
61. ↑  Williams, p. 183
62. ↑  Hastings, p. 255
63. ↑  Hastings, p. 256
64. ↑  Williams, p. 183
65. ↑  Hastings, p. 257
66. ↑  Hastings, p. 258
67. ↑  Hastings, p. 258
68. ↑  Hastings, p. 257
69. ↑  Hastings, p. 258
70. ↑  Hastings, p. 260
71. ↑  Zaloga p. 65
72. ↑  Hastings, p. 260
73. ↑  Zaloga p. 67
74. ↑  Zaloga p. 67
75. ↑  Zaloga p. 75
76. ↑  Zaloga p. 75
77. ↑  Zaloga p. 75
78. ↑  Zaloga 2015 p. 36
79. ↑  Blumenson p. 240
80. ↑  Williams, p. 185
81. ↑  Hastings p. 261
82. ↑  Hastings, p. 260
83. ↑  Hastings, p. 260
84. ↑  Hastings, p. 262
85. ↑  Hastings, p. 263
86. ↑  Williams, p. 185
87. ↑  Hastings, p. 262
88. ↑  Williams, p. 185
89. ↑  Hastings, p. 265
90. ↑  Daglish 2009, p. 301.
91. ↑  Ellis 1962, pp. 419–433.
92. ↑  Hastings, p. 266
93. ↑  Williams, p. 186
94. ↑  Wilmot, p. 399
95. ↑  Hastings, p. 277
96. ↑  D'Este, p. 414
97. 1 2  Williams, p. 196
98. ↑  Wilmot, p. 401
99. ↑  Hastings, p. 283
100. ↑  Hastings, p. 285
101. ↑  Hastings, p. 286
102. ↑  Williams, p. 194
103. ↑  Williams, p. 197
104. ↑  Williams, p. 197
105. ↑  Hastings, p. 301
106. ↑  Williams, p. 203
107. ↑  Bercuson, p. 232
108. ↑  Hastings, p. 306
109. ↑  Williams, p. 204
110. ↑  Hastings, p. 313
111. ↑  Williams, p. 204